# 인체 해부학적 영역 목록
이 그림은 인체 부위별로 이름표을 붙여서 신체의 앞면과 뒷면을 보여준다.

## 영역
- 두개골 부위(cranial region)에는 머리의 윗부분이 포함되며
- 얼굴 부위(facial region)는 귀 아랫부분부터 시작되는 머리 아랫부분을 포함한다.

## 같이 보기
- 엉덩부위